# Elecciones presidenciales de Gabón de 2005
Elecciones presidenciales se celebraron en Gabón el 27 de noviembre de 2005. El presidente Omar Bongo se postuló para otro período de siete años contra otros cuatro candidatos. Según los resultados anunciados por el Ministerio del Interior del país, el resultado fue una victoria para Bongo, que recibió el 79.2% de los votos. Bongo juramentó para otro período de siete años el 19 de enero de 2006.

## Resultados
El ministro del Interior, Clotaire-Christian Ivala, anunció los resultados en televisión la noche del 29 de noviembre. De acuerdo con estos resultados, Bongo fue reelegido de manera abrumadora con más del 79% de los votos. Sus rivales, Mamboundou y Myboto, calificaron inmediatamente los resultados como fraudulentos. Los observadores internacionales generalmente consideraron las elecciones como aceptables.
Mamboundou y Myboto convocaron a una huelga general a principios de diciembre, alegando fraude. Más adelante en el mes, apelaron legalmente contra los resultados. El Tribunal Constitucional rechazó las apelaciones el 5 de enero de 2006, aunque anuló los resultados de una única mesa de votación en Koulamoutou debido a un "incidente grave"; en esa mesa de votación, los resultados mostraron que Bongo recibió 150 votos, Myboto recibió 100 votos y ninguno de los otros candidatos recibió algún voto. La eliminación de los votos de esa mesa electoral fue insuficiente para afectar el resultado, y la victoria de Bongo se confirmó con un porcentaje oficial del 79.18%.
| Candidato                          | Partido                            | Votos   | %     |
| ---------------------------------- | ---------------------------------- | ------- | ----- |
| Omar Bongo                         | Partido Democrático Gabonés        | 275,819 | 79.18 |
| Pierre Mamboundou                  | Unión del Pueblo Gabonés           | 47,410  | 13.61 |
| Zacharie Myboto                    | Independiente                      | 22,921  | 6.58  |
| Augustin Moussavou King            | Partido Socialista Gabonés         | 1,149   | 0.33  |
| Christian Maronga                  | Concentración de Demócratas        | 1,045   | 0.30  |
| Votos nulos/en blanco              | Votos nulos/en blanco              | 4,782   | –     |
| Total                              | Total                              | 353,126 | 100   |
| Votantes registrados/participación | Votantes registrados/participación | 554,967 | 63.63 |
| Fuente: African Elections Database |                                    |         |       |